# 宜野湾市立嘉数中学校
宜野湾市立嘉数中学校（ぎのわんしりつ かかずちゅうがっこう）は、沖縄県宜野湾市我如古にある市立中学校。

## 沿革
- 1962年（昭和37年） - 開校[2]。
- 1980年（昭和55年） -  防衛庁からの補助金を活用し、校舎を改築[2]。

## 通学区域
嘉数小学校、志真志小学校の通学区域及び大謝名小学校の通学区域に係わる上大謝名自治会地域

## 著名な出身者
- 比嘉靖 - プロバスケットボール指導者
- 島袋洋奨 - プロ野球選手
- 宮城大弥 - プロ野球選手（オリックス・バファローズ所属）[4]
- 屋比久翔平 - レスリング選手